# Onbreekbare Eed
De Onbreekbare Eed (Engels: Unbreakable Vow), is een eed die in het fantasieboek Harry Potter voorkomt. Wanneer iemand de Onbreekbare Eed aflegt, legt die persoon een magische belofte af waar hij/zij zich vervolgens te allen tijde aan dient te houden. Deze belofte is niet geheel onbreekbaar; de persoon in kwestie kan nog terugkomen op zijn of haar woord, maar moet dit dan wel met de dood bekopen.
Bij het afleggen van de eed moet altijd een getuige aanwezig zijn, wiens toverstok wordt gebruikt als binder.

## Gebruik in de boeken
De Onbreekbare Eed wordt voor het eerst gezien in het zesde boek, Harry Potter en de Halfbloed Prins. In het begin van dit boek legt Severus Sneep een Onbreekbare Eed af, waarbij hij de moeder van Draco Malfidus, Narcissa, belooft dat hij Draco zal helpen wanneer hij "de opdracht" niet kan voltooien. Wat de opdracht precies is, is de lezer op dat moment nog niet bekend. Uiteindelijk blijkt dat het Draco's taak was om Albus Perkamentus te doden. Aan het einde van boek 6 moet Sneep Draco inderdaad helpen, en doodt hij Perkamentus. Pas aan het eind van het laatste boek wordt bekend dat dit in opdracht van Perkamentus zelf is.
In hetzelfde boek vertelt Ron aan Harry dat Fred en George ooit geprobeerd hebben hem een Onbreekbare Eed af te laten leggen, maar hier niet in slaagden door tussenkomst van hun vader.